# سنووا
سنووا (انگلیسی: Cnova) شرکت تجارت الکترونیک هلندی است، که در سال ۲۰۱۴ توسط ژان-چارلز ناوری تأسیس شد.